# Angelo Emo
Pour les articles homonymes, voir Angelo Emo (sous-marin).
Angelo Emo (né le 3 janvier 1731 à Venise et mort le 1er mars 1792 à La Valette) est un amiral vénitien, surtout connu pour être le dernier amiral de la république de Venise à mener la marine vénitienne au combat. Il tente d'introduire des réformes basées sur les pratiques de la Royal Navy britannique et mène des raids sur la côte de Barbarie en représailles aux attaques corsaires contre les navires battant pavillon vénitien.

## Biographie

### Jeunesse et carrière
Angelo Emo naît à Venise le 3 janvier 1731 dans une famille aristocratique distinguée. Son père est Giovanni di Gabriele et sa mère Lucia Lombardo. Il fait ses études au collège jésuite de Brescia, avant de revenir à Venise où son père lui adjoint comme tuteurs les savants Giovanni Battista Bilesimo (it), Jacopo Stellini et Carlo Lodoli.
En 1751, il entre en service dans la marine vénitienne en tant que nobile di nave, effectuant son premier voyage en mer la même année. Dès 1755 il commande un navire de guerre avec lequel il se distingue en protégeant les convois contre les attaques de pirates. En 1758, il est chargé de mener une expédition dans l'océan Atlantique afin de protéger le retour de navires marchands et de conclure un nouvel accord commercial avec le Portugal. Au cours de cette mission, il rencontre une tempête qui dure deux mois et force son navire, le San Carlo, à rester à terre ; pendant cette tempête il échappe de justesse au naufrage et fait preuve de ses qualités de navigateur et de capitaine, le rendant célèbre à son retour à Venise en août 1759.

### Accession au haut commandement et aux fonctions d'État

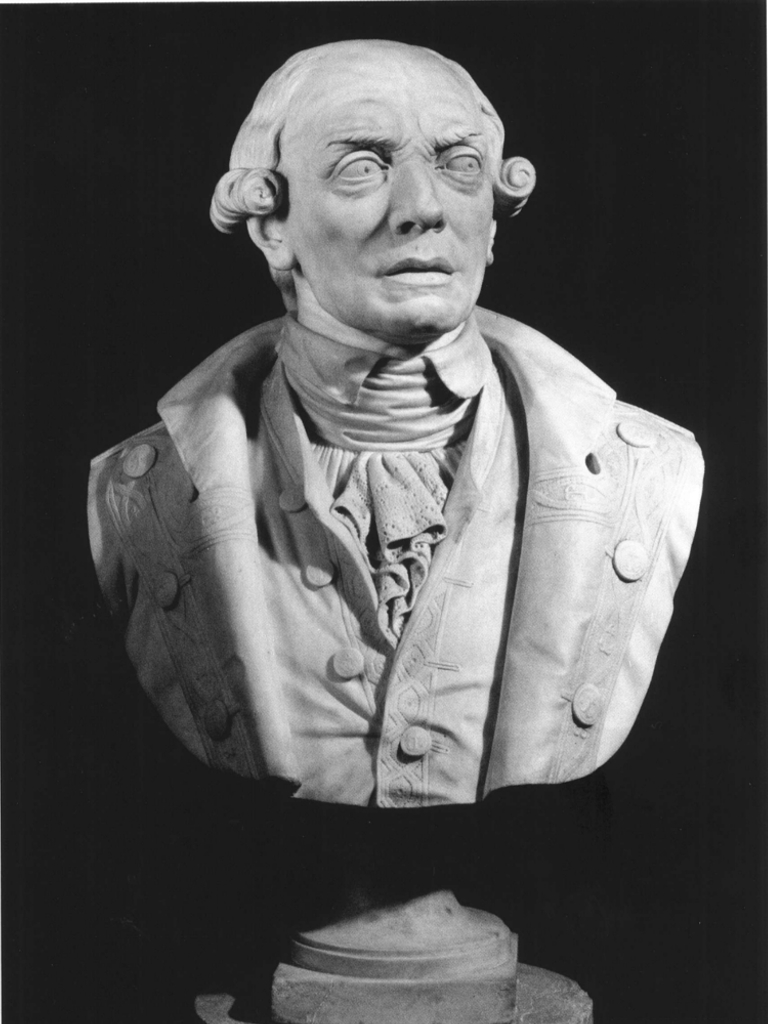
Buste d'Angelo Emo, par Pietro Zandomeneghi (1862-1863)

En 1760 il est Provvedditore della Sanità (commissaire à la santé), mais l'année suivante il commande une escadre d'un navire de ligne et de deux frégates envoyés contre les pirates barbaresques qui s'attaquent aux navires vénitiens. Jusqu'en 1767, il alterne entre les commandements dans la lutte contre les pirates et les postes politiques à Venise.  Comme Savio ed Esecutore alle Acque (commissaire des eaux) en 1761 et 1762, il commande un plan de la lagune vénitienne achevé en six mois. En 1763, il est nommé au rang supérieur de Patron delle Navi (contre-amiral de la flotte à voile) et patrouille la mer Adriatique. En 1765 il est promu Almirante (vice-amiral de la flotte à voile), et en 1767–68 il force le Dey d'Alger à conclure un traité de paix favorable avec la république de Venise. Pendant cette campagne, il échappe à nouveau de justesse au naufrage à la suite d'une tempête, à bord du navire de 74 canons Ercole.
Le 12 juin 1768, il est élevé au rang de Capitano delle Navi, amiral de la flotte à voile. Lorsque la flotte russe d'Alexei Orlov arrive en Méditerranée en 1770 dans le cadre de la guerre russo-turque de 1768–1774, Emo conduit une escadre vénitienne dans la mer Égée, pour protéger les sujets vénitiens et français et les intérêts commerciaux dans la zone. Le conflit voit des raids par les pirates de Dulcigno, agissant ostensiblement en tant que sujets du Sultan, dans les îles Ioniennes vénitiennes . Emo navigue contre eux, mais sa flotte subit de lourdes pertes lorsqu'elle est prise par une tempête près du cap Matapan le 19 décembre 1771 : la moitié de son escadron, le navire de 74 canons Corriera et la frégate Tolleranza sombrent. Le vaisseau amiral d'Emo, l'Ercole, en réchappe en perdant ses mâts.
En 1772, il quitte ses fonctions militaires et entre au Sénat vénitien. Élu plusieurs fois censeur, il s'emploie à relancer la fabrication du verre de Murano. En 1776-1778, en tant que Savio alle Acque, il est responsable de plusieurs travaux d'entretien autour de la Lagune, sur la Brenta, la route du Terraglio et le canal de Cava. Le 18 juillet 1778, Emo est à nouveau élu Capitano delle Navi pour faire face aux provocations de la Régence de Tripoli. Emo mène une démonstration de force devant Tripoli, forçant le pacha à conclure un nouvel accord de paix avec la République. Le mandat d'Emo est renouvelé pour l'année suivante, mais aucune action n'a lieu. En 1779, en tant que Savio alla Mercanzia (commissaire au commerce), il promeut des réformes telles que la réduction de la taxe sur la soie, l'ouverture de nouveaux magasins à Sebenico et le transfert du consulat vénitien en Égypte du Caire à la ville portuaire d'Alexandrie.
En 1780, il est Provveditore ai Beni Inculti (commissaire aux terres non cultivées) et élabore des plans pour l'assèchement des marais de l'Adige autour de Vérone, un projet déjà commencé par Zaccaria Betti ; mais ces projets n'aboutissent pas par manque d'argent. En 1782-1784, il est directeur de l'Arsenal vénitien (Inquisitore all'Arsenale), qu'il restaure et réforme en commençant la construction de nouveaux modèles de navires importés d'Angleterre et de France, en introduisant le revêtement en cuivre, en améliorant les méthodes de fabrication des haussières et des gréements, et en augmentant les salaires des officiers non nobles. En 1783, il mène les négociations avec l'envoyé des Habsbourg Ludwig von Cobenzl sur la liberté de navigation en Istrie et en Dalmatie.

### Commandement contre Tunis et mort
Le 6 mars 1784, il est élu Capitano Straordinario delle Navi (commandant en chef de la flotte à voile) contre le Bey de Tunis, qui avait déclaré la guerre à la République après qu'un navire vénitien chargé de marchandises provenant des côtes de la Barbade ait été brûlé par les autorités maltaises parce qu'il était infecté par la peste. Le 21 juin, Emo quitte Venise pour Corfou à la tête d'une escadre composée des navires de ligne Fama, Forza et Palma, des frégates Concordia, Sirena, Brillante, Pallade et Venere, du chebec Triton, des bombardes Distruzione et Polonia, de la galiote Esploratore et du navire-hôpital Kav. Angelo. La flotte est  rapidement rejointe par le navire de ligne Concordia et les xebecs Cupido et Nettuno, mais laisse le Triton derrière elle lorsqu'elle met le cap sur la Tunisie le 12 août.
Le 1er septembre 1784, son escadre mouille au cap de Carthage, à cinq milles de Tunis. Dans une série d'expéditions au cours des trois années suivantes, il bombarde à plusieurs reprises Sousse (le 5 octobre 1784, pendant trois nuits en avril 1785, et les 26 septembre et 6 octobre 1787), Bizerte (du 30 mai au 10 août 1787), Sfax (du 15 au 17 août 1785, et les 6, 18 et 22 mars, le 30 avril et le 4 mai 1786), et La Goulette (les 1er, 3, 5 et 9 octobre 1758), où il utilise des batteries flottantes de sa propre invention. Ces opérations, non seulement causent de grands dégâts et de nombreuses victimes dans ces villes, mais confinent également la flotte tunisienne dans ses ports. Le Sénat rejette cependant ses demandes d'un corps expéditionnaire de 10 000 hommes pour l'assaut et la capture de Tunis. En 1787, le Bey de Tunis est contraint de signer un traité avec la république de Venise, qui lui accorde des conditions commerciales favorables : le taux d'imposition des marchandises transportées sur les navires marchands vénitiens passe de 7 à 4 %, bien que la République soit obligée de verser une somme forfaitaire de 40 000 sequins, tandis que le 28 mai 1786 Emo est élu procurateur de Saint-Marc.
La paix ne dure pas longtemps avant que les Tunisiens ne reprennent leurs raids. Emo mène une escadre en mer Egée contre eux, mais perd deux navires dans une tempête. Le gouvernement de la République lui confisque ses biens pour rembourser les navires perdus. Fin 1790, le Sénat le nomme Provveditore Generale da Mar, mais ne lui confie pas le commandement de la flotte contre les côtes tunisiennes. Avec la Révolution française en cours, le Sénat répugne à s'engager dans un conflit prolongé et préfère la paix ; il craint que la nature agressive d'Emo n'entrave ces efforts et confie au contraire à l'Almirante Tommaso Condulmer (it), promu au poste de Capitano delle Navi, la responsabilité du blocus naval et des négociations de paix. En attendant de rejoindre le reste de la flotte à Malte, Emo meurt le 1er mars 1792, apparemment d'une attaque bilieuse, après avoir appris qu'une paix défavorable à Venise avait été conclue avec Tunis sans qu'il ait été consulté.
Emo étant célébré comme un grand héros de la marine, son corps est embaumé et transporté à Venise à bord de son navire amiral, le navire de la ligne Fama. Le sculpteur Antonio Canova est chargé d'ériger un monument à Emo. Achevé en 1794, il se trouve dans la deuxième armurerie de l'arsenal de Venise. Canova est honoré par la République d'une médaille pour ce monument, la dernière médaille de ce type délivrée par la République avant sa fin. Ses funérailles ont lieu à la basilique Saint-Marc le 17 avril, et il est enterré à l'église de Santa Maria dei Servi. Un monument funéraire est érigé sur sa tombe par le professeur de Canova, Giovanni Ferrari, d'abord à Santa Maria dei Servi, puis à San Martino, et enfin, à partir de 1817, à San Biagio.

## Héritage
Après la mort de son frère aîné, Alviso Emo, en 1790, la mort d'Angelo Emo signifie la fin de la branche de San Simeon Piccolo de la famille Emo.
Déjà au moment de sa mort, sa perte est considérée comme un signe du déclin de la République. La réputation d'Emo est embellie par les historiens de Venise du XIXe siècle, qui ont une vision romantique des dernières décennies de la République : Girolamo Dandolo l'appelle « le dernier rugissement du Lion de Saint-Marc sur la mer », alors que pour Samuele Romanin, il aurait pu « secouer [la République] de l'abandon désastreux » et « lui insuffler la force et l'énergie » qui lui manquaient cruellement dans les dernières années de son existence. Pour Romanin, Emo fut le dernier des grands capitaines de la marine vénitienne, et même de la République, dont « on peut dire en effet qu'elle est descendue avec lui dans le tombeau ». Après lui, la marine vénitienne ne sera plus appelée à combattre.
Sa mort soudaine a également suscité des rumeurs d'empoisonnement, sur lesquelles Girolamo Dandolo a insisté, et dont il accuse son adjoint Tommaso Condulmer, ambitieux et souhaitant non seulement lui succéder, mais aussi conclure un traité de paix avec les États de Barbarie. Les historiens contemporains ont réfuté cette affirmation.